# I Go to Sleep
I Go to Sleep est une chanson écrite et composée par Ray Davies, chanteur du groupe The Kinks, et essentiellement popularisée par le groupe The Pretenders en 1981.

## Historique
I Go to Sleep est une chanson écrite et composée par Ray Davies, chanteur du groupe The Kinks, pendant les sessions d'enregistrement de l'album Kinda Kinks entre décembre 1964 et février 1965. Seule une démo est enregistrée, qui figure sur la réédition de l'album Kinda Kinks en 1998.
I Go to Sleep est enregistrée en 1965 par plusieurs artistes : la chanteuse américaine Peggy Lee, le groupe anglais The Applejacks et la chanteuse américaine Cher sur son premier album en solo, All I Really Want to Do.
En 1981, elle est reprise par le groupe The Pretenders dont la chanteuse, Chrissie Hynde, est alors la compagne de Ray Davies. Cette version, l'une des plus connues, devient un tube dans plusieurs pays. Elle est extraite de l'album Pretenders II.
La chanteuse australienne Sia l'enregistre sur son album Some People Have Real Problems sorti en 2008. Cette version entre dans les charts australiens en novembre 2010 à la 32e place.

## Versions en français
La chanson est adaptée en français dès 1965 par Claude Righi qui la chante sous le titre On n'y peut rien.
En 1966, Gérard Poncet signe Tu crois toujours, enregistré par la chanteuse Virginie,.
En 1982, à la suite de succès de la reprise des Pretenders, Julie Pietri (sous le nom de Julie) écrit et interprète une nouvelle version, Et c'est comme si, certifiée disque d'or en France.
Enfin, une quatrième adaptation est signée par Carole Laure en 1997 sous le titre Dormir sur son album Sentiments naturels. 

## Classements hebdomadaires
| Classement (1981-1982)                 | Meilleure position |
| -------------------------------------- | ------------------ |
| Belgique (Flandre Ultratop 50 Singles) | 6                  |
| Irlande (IRMA)                         | 14                 |
| Nouvelle-Zélande (RMNZ)                | 28                 |
| Pays-Bas (Nederlandse Top 40)          | 4                  |
| Pays-Bas (Single Top 100)              | 9                  |
| Royaume-Uni (UK Singles Chart)         | 7                  |

| Classement (2010) | Meilleure position |
| ----------------- | ------------------ |
| Australie (ARIA)  | 32                 |